# 恋はアッチャアッチャ/夢見た 15年
「恋はアッチャアッチャ/夢見た 15年」（こいはアッチャアッチャ/ゆめみた フィフティーン）は、2019年4月10日にアップフロントワークス（hachamaレーベル）から発売、および配信されたアンジュルムの9枚目のシングル。

## 概要
- 7期メンバーである太田遥香・伊勢鈴蘭初参加シングル。
- 旧グループ名だった『スマイレージ』結成当初からのメンバーである和田彩花の卒業シングル。また、2期メンバーである勝田里奈（2019年9月25日グループ卒業）にとっても本作が在籍時ラスト参加シングルとなった[注釈 2]。
- 初回生産限定盤A・B・スペシャル（以下SP）、通常盤A・Bの5形態での発売。SPを含む初回生産限定盤はCD+DVD、通常盤はCDのみの商品構成。初回生産限定盤SPのみ『イベント抽選シリアルナンバーカード』が封入されている。通常盤の初回仕様のみ、トレカサイズ生写真ソロ12種+集合1種よりランダムにて1枚封入（通常盤Aは「恋はアッチャアッチャ」Ver.、通常盤Bは「夢見た 15年」Ver.）。

## 構成
恋はアッチャアッチャ
インドの民族音楽風のダンスナンバー。タイトルのアッチャ（Accha）はヒンディー語で「良いね」という意味である。
2019年4月11日には当シングルのリリースを記念して、「恋はアッチャアッチャ」をもっと世の中に広めるために、「公式 アッチャアッチャ応援隊」がハロー!プロジェクトの選抜メンバーを中心に結成され、そのミュージックビデオがYouTubeにて公式公開された（公式 アッチャアッチャ応援隊『恋はアッチャアッチャ』）。
夢見た 15年
和田と同期の結成メンバーであった福田花音が初めてアンジュルムに作詞提供した楽曲。
タイトルは、スマイレージのメジャーデビューシングル「夢見る 15歳」に呼応しており、歌詞中に過去（主にスマイレージ時代）の楽曲のタイトルや歌詞が盛り込まれ、振り付けでは間奏部分で各期メンバーのデビューシングル曲のものが取り入れられている。
後発のアルバム『輪廻転生〜ANGERME Past, Present & Future〜』では和田のソロ曲として、歌詞を一部改訂し、曲を星部ショウ作曲のものに改変したセルフアンサーソングの「わたしの夢見た 15年」が本曲と共に収録されている。

## 収録曲
1. 恋はアッチャアッチャ
作詞：児玉雨子、作曲：星部ショウ、編曲：平田祥一郎
2. 夢見た 15年
作詞：福田花音、作曲：イイジマケン、編曲：炭竃智弘
3. 恋はアッチャアッチャ（Instrumental）
4. 夢見た 15年（Instrumental）

### 初回限定盤DVD
- A
  - 恋はアッチャアッチャ（Music Video）

- B
  - 夢見た 15年（Music Video）

- SP
  - 恋はアッチャアッチャ（Dance Shot Ver.）
  - 夢見た 15年（Dance Shot Ver.）

## リリース日一覧
| 地域 | リリース日             | レーベル      | 規格                 | カタログ番号                       |
| ---- | ---------------------- | ------------- | -------------------- | ---------------------------------- |
| 日本 | hachama/UP-FRONT WORKS | 2019年4月10日 | CDマキシシングル+DVD | HKCN-50591～92（初回生産限定盤A）  |
| 日本 | hachama/UP-FRONT WORKS | 2019年4月10日 | CDマキシシングル+DVD | HKCN-50593～4（初回生産限定盤B）   |
| 日本 | hachama/UP-FRONT WORKS | 2019年4月10日 | CDマキシシングル+DVD | HKCN-50595～6（初回生産限定盤SP）  |
| 日本 | hachama/UP-FRONT WORKS | 2019年4月10日 | CDマキシシングル     | HKCN-50597（通常盤A）              |
| 日本 | hachama/UP-FRONT WORKS | 2019年4月10日 | CDマキシシングル     | HKCN-50598（通常盤B）              |
| 日本 | hachama/UP-FRONT WORKS | 2019年4月10日 | ダウンロードシングル | HKCN-50597（LC-AAC）               |
| 日本 | hachama/UP-FRONT WORKS | 2019年4月10日 | ダウンロードシングル | HKCN-50597-HR（FLAC・96kHz/24bit） |

## 参加メンバー
- 1期：和田彩花
- 2期：中西香菜、竹内朱莉、勝田里奈
- 3期：室田瑞希、佐々木莉佳子
- 4期：上國料萌衣
- 5期：笠原桃奈
- 6期：船木結、川村文乃
- 7期：太田遥香、伊勢鈴蘭

## クレジット
恋はアッチャアッチャ
- Programming：平田祥一郎
- Chorus：竹内朱莉、上國料萌衣、笠原桃奈、アンジュルム、星部ショウ

夢見た 15年
- Programming,Bass & Chorus：炭竃智弘
- Guitar：森田佳郎
- Chorus：塩原奈美子、たいせい